# Cleidogona hunapu
Cleidogona hunapu är en mångfotingart som beskrevs av Shear 1977. Cleidogona hunapu ingår i släktet Cleidogona och familjen Cleidogonidae. Inga underarter finns listade i Catalogue of Life.